# Månegarm
I Månegarm sono un gruppo viking metal formato nel 1995 da Svenne Rosendal (voce e chitarra), Jonas Almquist (chitarra), Pierre Wilhelmsson  (basso) del paese di Norrtälje, nei pressi di Stoccolma in Svezia. Prendono nome dal Mánagarmr, il lupo nella mitologia norrena.

## Storia del gruppo
Nel maggio 1996 la band si trovava per registrare alcune delle loro prime canzoni e dopo tre giorni in studio registrarono un demo, Vargaresa. Nell'estate del 1996, due dei membri hanno lasciato la band per mancanza di interesse e un nuovo chitarrista e cantante sono subentrati il chitarrista Markus Andé e Jonny Wranning, il nuovo cantante, che aveva già collaborato con Wilhelmsson e Almquist in altri progetti musicali, con questa nuova formazione i Månegarm composero il loro secondo demo: Ur Nattvindar, stilisticamente diverso dal precedente, avvalendosi di voci femminili e del violino.
Nell'estate del 1997, i Månegarm hanno iniziato a comporre il loro primo album. Dopo l'uscita del secondo demo Jonny lascia la band e i Månegarm trovarono un cantante di Stoccolma, Viktor Hemgren. Alla fine di ottobre 1997 iniziano le registrazioni del primo album dei Månegarm, Nordstjärnans Tidsålder, che uscirà nel giugno del 1998; come Ur Nattvindar anche in questo disco decisero di inserire parti di violino e voci femminili. Dopo alcune vicissitudini (tra le quali disaccordi con il proprietario dello studio di registrazione e l'abbandono del cantante Viktor Hemgren, sostituito da Erik Grawsiö) venne pubblicato nell'estate del 2000 il secondo album: Havets Vargar. Alla fine di una pausa durata un paio d'anni, nell'agosto del 2003 i Månegarm pubblicano Dödsfärd, un anno dopo i demo Vargaresa e Ur Nattvindar vengono ristampati nell'album Vargaresa - The Beginning.
Nel settembre del 2005 viene alla luce il nuovo episodio della discografia del gruppo: Vredens Tid che riscuote un buon successo di vendite, supportato da un discreto numero di concerti in Europa. Nel giugno del 2006 esce Urminnes Hävd (The Forest Session), un mini album acustico dove lo scream e le chitarre elettriche lasciano il posto a tamburi, arpe, violini, chitarre acustiche e voci pulite. Ha ora inizio un tour europeo di due settimane insieme agli Skyforger. Nell'ottobre del 2006 entreranno ancora nello studio di registrazione per registrare Vargstenen, che esce il 18 maggio del 2007, e come al solito unisce sonorità folk a quelle viking.
Il 19 novembre 2009 i Månegarm pubblicano il loro sesto album chiamato Nattväsen.
A giugno 2012 sulla loro pagina di facebook la band annuncia l'uscita dal gruppo del violinista/flautista Janne Liljeqvist.
Il 28 maggio 2025 hanno pubblicato il singolo Hör mitt kall, Il 26 giugno 2025 hanno rilasciato il singolo I Skogsfruns famn e il 24 Luglio Rodhins Hav, tutti estratti dal nuovo album Edsvuren che verrà pubblicato il 29 agosto 2025.

## Membri

### Formazione attuale
- Erik Grawsiö – Voce, Basso (1996–Presente)
- Markus Andé – Chitarra (1996–Presente)
- Jacob Hallegren – Batteria (2008–Presente)

### Ex membri
- Svenne Rosendal – Voce (1995–1996)
- Mårten Matsson – Chitarra (1995–1996)
- Janne Liljeqvist – Violino, Flauto (2004–2012)
- Pierre Wilhelmsson – Chitarra (1995–2010)
- Jonas "Rune" Almquist – Chitarra (1995–2016)
- Jonny Wranning – Voce (1996)
- Georgios "Gogge" Karalis – Voce (1997)
- Viktor Hemgren – Voce (1997–1999)

## Discografia
Album in studio
- 1998 - Nordstjärnans Tidsålder
- 2000 - Havets Vargar
- 2003 - Dödsfärd
- 2005 - Vredens Tid (Age of Wrath)
- 2007 - Vargstenen
- 2009 - Nattväsen
- 2013 - Legions of the North
- 2015 - Månegarm
- 2019 - Fornaldarsagor
- 2022 - Ynglingaättens Öde
- 2025 - Edsvuren

Raccolte
- 2004 - Vargaresa - The Beginning

EP
- 2006 - Urminnes Hävd (The Forest Sessions)

Demo
- 1996 - Vargaresa
- 1997 - Ur Nattvindar